# Здание Музея истории города Иркутска
Здание исторического отдела Музея истории города Иркутска им. А. М. Сибирякова — историческая постройка конца XIX века, расположенная в Правобережном округе Иркутска на улице Франк-Каменецкого.

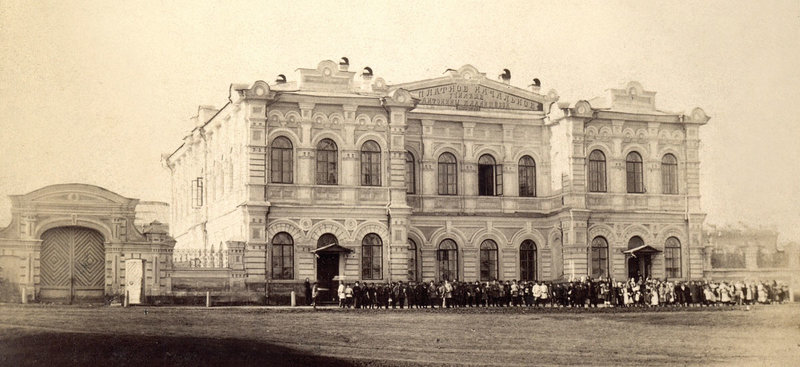

## История

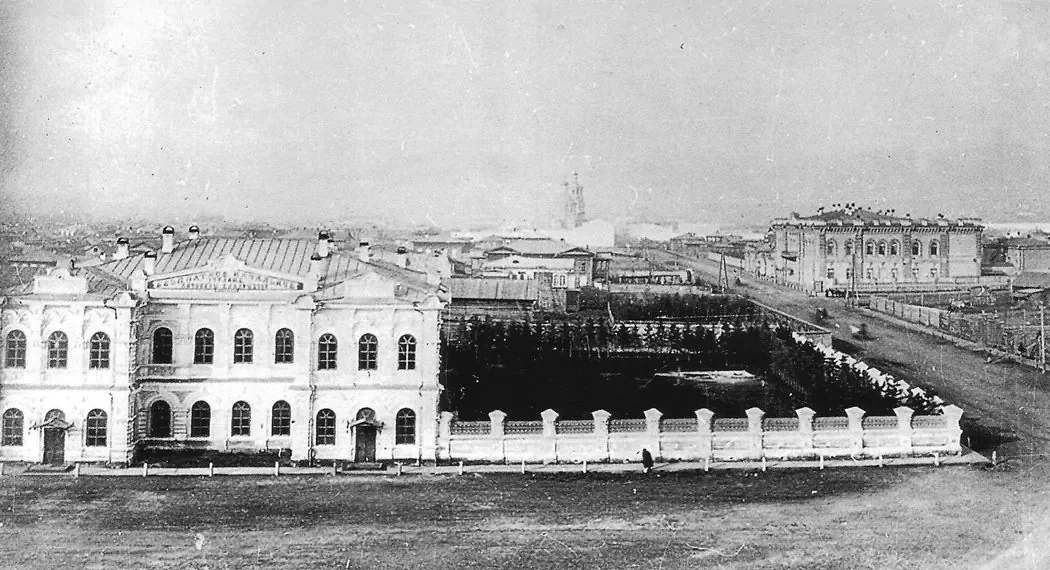
Фотография конца XIX века

12 сентября 1878 года скончалась Антонина Михайловна Кладищева. Она оставила после себя приличное наследство, распределëнное между её мужем и тремя братьями, старшим из которых был А. М. Сибиряков, ему достались золотые прииски. Доходы с них он направил на строительство здание для учреждённого им Бесплатного начального училища имени Антонины Михайловны Кладищевой (умершей его сестры). Место под это было отведено на улице Мясной близ пересечения её с Большой, где ранее располагалось Преображенское приходское училище, сгоревшее в пожаре 1879 года, уничтожившего значительную часть города. Проект был составлен иркутским архитектором В. А. Кудельским. 
Торжественная закладка здания состоялась 8 мая 1883 года. Строительство было окончено в 1885 году. 23 июня 1891 года здание посетил прибывший в Иркутск из заграничной части своего Восточного путешествия с Дальнего Востока цесаревич Николай Александрович, будущий император Николай II. С 1924 года в нём размещалась 7-я школа. В 2000-х годах здание было передано под Музей истории города Иркутска им. А. М. Сибирякова.